# Jesús Valdés Oroz
Jesús Valdés Oroz (Sangüesa, 1896 - Pamplona, 13 d'agost de 1963) va ser un militar espanyol nascut a Sangüesa (Navarra). En la Guerra Civil Espanyola va lluitar a l'Exèrcit Popular de la República, al comandament de Brigades i Grups d'Assalt. Va aconseguir el grau de Tinent Coronel.

## Biografia
Alumne de l'Acadèmia d'Infanteria de Toledo (1912-1915) i Capità d'Infanteria des de 1922, participa en el desembarcament d'Alhucemas (1925) i en la resta de la Guerra del Rif fins a 1927.
El 18 de juliol de 1936 es trobava destinat a Salamanca, al capdavant de la 21a Companyia del Cos de Seguretat i Assalt, amb la qual es trasllada a Madrid, seguint les ordres del Govern. Enviat a Guadalajara, a l'agost de 1936 és un dels fundadors, amb José Ignacio Mantecón Navasal i Eduardo Castillo Blasco, de les Milícies Aragoneses, amb les quals intervé a la batalla de Sigüenza.
Al febrer de 1937 ascendeix a Comandant d'Infanteria, al comandament de la 72a Brigada Mixta, amb la qual combat en la batalla de Guadalajara i participa en la Presa de Masegoso de Tajuña (20 de març) amb la 14a Divisió de Cipriano Mera. Després d'estabilitzar-se el front, és nomenat Cap del Cos de Seguretat de Guadalajara.
En 1938, dins del nou Cos de Seguretat (Grup Uniformat), dirigeix el 26è Grup d'Assalt (Casp) durant la Ofensiva d'Aragó, i poc després, una Brigada formada amb els Grups de la 3a Divisió d'Assalt (València) durant la defensa de la Línia XYZ en l'Ofensiva del Llevant. Després d'un breu període al capdavant de la 82a Brigada Mixta, el 28 d'agost de 1938 relleva Juan Cordoncillo García en el comandament de la 8a Brigada d'Assalt del Cos de Seguretat amb seu a València.
El 23 de febrer de 1939 és ascendit a Tinent Coronel, al comandament de la 4a Divisió d'Assalt. Després de la caiguda de Madrid, el 29 de març de 1939 es va lliurar amb totes les seves unitats en el front de Camarena de la Sierra (Terol).
Jutjat en Consell de Guerra (Saragossa, 11 de gener de 1940), va ser condemnat a pena de mort, commutada després per reclusió perpètua. El 18 d'octubre de 1947 va ser indultat i separat definitivament de l'exèrcit. Va morir < Pamplona (Navarra) el 13 d'agost de 1963.

### Rehabilitació

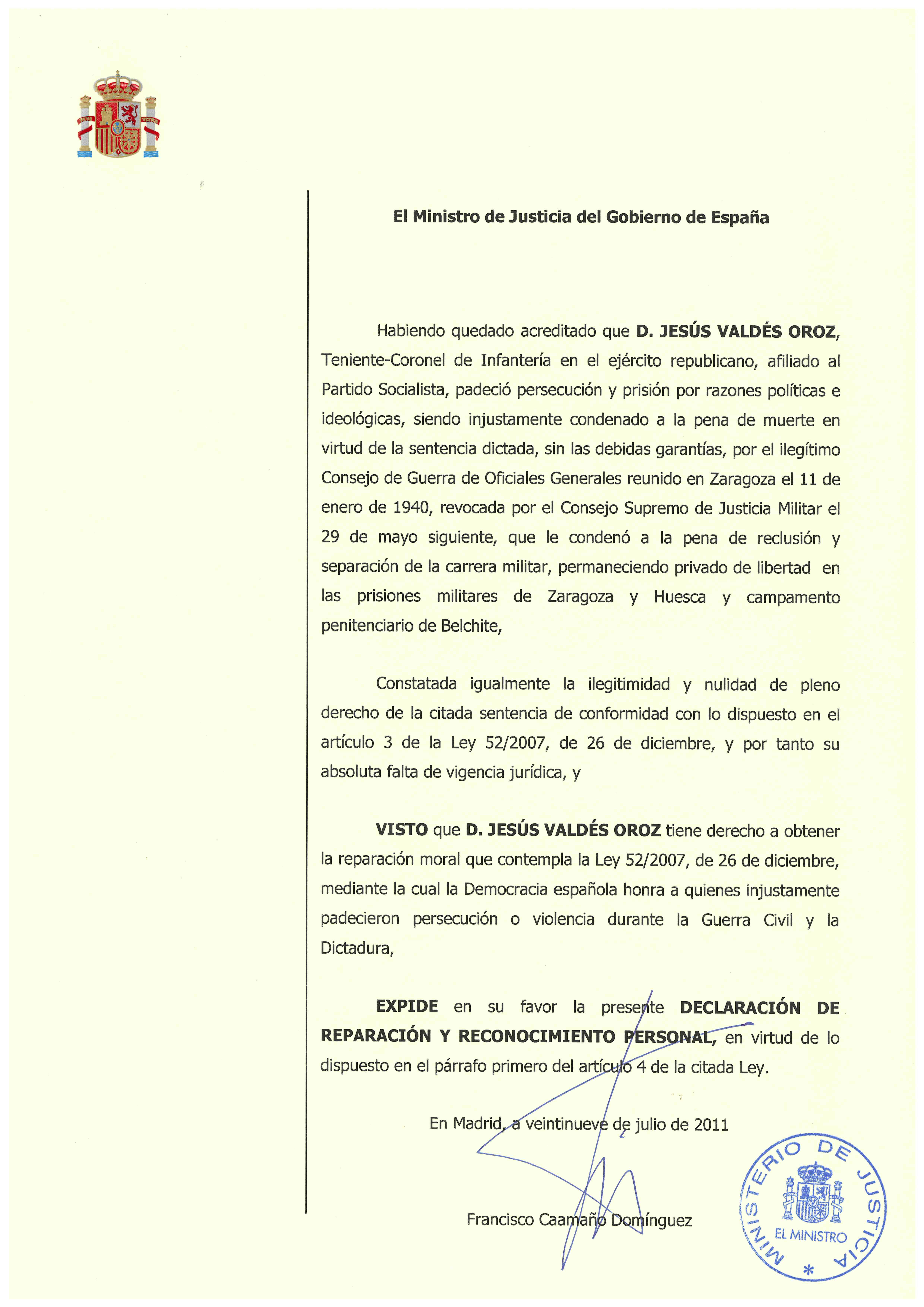
Declaració del Ministeri de Justícia (2011).

El 29 de juliol de 2011 el Ministre de Justícia del Govern d'Espanya va expedir una Declaració de reparació i reconeixement personal, constatant la il·legitimitat i nul·litat de la sentència dictada contra Jesús Valdés Oroz.